# Rhynchonema gerlachi
Rhynchonema gerlachi är en rundmaskart. Rhynchonema gerlachi ingår i släktet Rhynchonema och familjen Monhysteridae. Inga underarter finns listade i Catalogue of Life.